# 冯季华

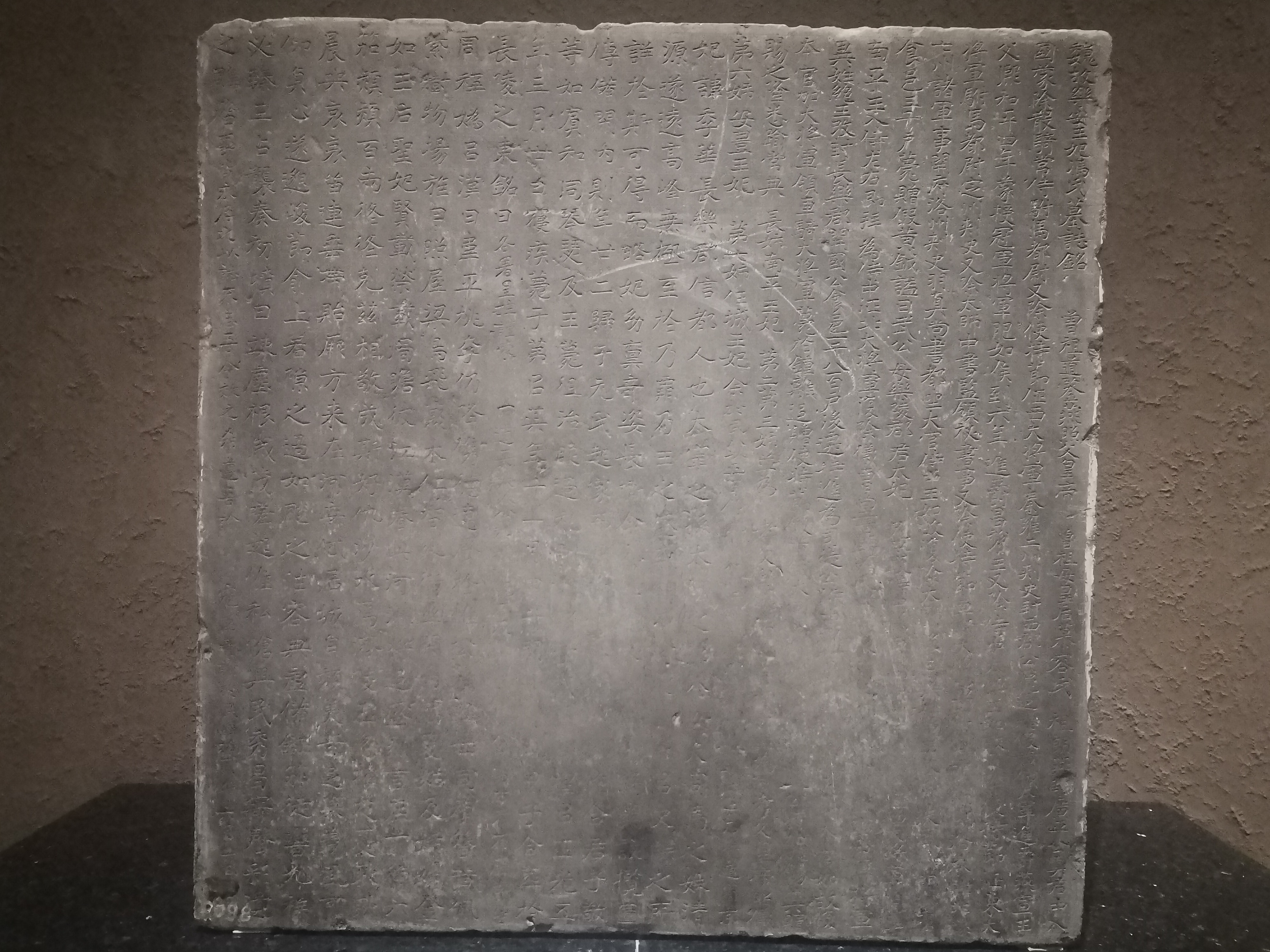
樂安王妃馮季華墓誌（洛陽博物館藏）

冯季华（？—524年），北魏長樂郡信都縣（今河北省衡水市冀州區）人，太师昌黎武王冯熙第八女。
冯季华曾祖北燕昭文帝冯弘，祖父太宰燕宣王冯朗。姑母文成文明皇后。兄大司馬馮誕，长姊南平王元纂妃，二姊孝文幽皇后，三姊孝文废皇后。四姊和五姊并为孝文皇帝昭仪。第六姊安丰王元延明妃。第七姊任城王妃冯令华。二十二岁时嫁给乐安哀王元悦（乐安宣王拓跋範曾孙）。正光五年（524年）三月三十日在家中去世，十一月十四日甲子合葬於长陵之东。